# SYMPHONY ORCHESTRA CONCERT "cELEBRATION 2010" 〜Sing Out Gleefully!〜
『SYMPHONY ORCHESTRA CONCERT "cELEBRATION 2010" 〜Sing Out Gleefully!〜』（シンフォニー・オーケストラ・コンサート セレブレーション 2010 シング・アウト・グリーフリー）は、槇原敬之の4作目のライブ・アルバムと12作目となる映像作品。
2011年5月25日同時発売。槇原が設立したBuppuレーベルからの初アルバムと映像作品。

## 概要
2010年、デビュー20周年を記念して開催されたオーケストラ・コンサート「MAKIHARA NORIYUKI SYMPHONY ORCHESTRA CONCERT "cELEBRATION 2010" 〜Sing Out Gleefully!〜」、10月9日・10日（大阪・大阪城ホール）・22日・23日（東京・日本武道館）2カ所4公演で開催されたツアーの最終日・日本武道館の模様を収録。全4公演で総動員人数5万人超。
CD・DVDともに2枚組仕様になっており、DVDの方は1部をディスク1、2部からアンコールまでをディスク2に収録。
スキマスイッチの常田真太郎がアレンジを担当、コーラスには龍谷大学混声合唱団ラポールが参加。
第一部終了後の休憩中に、TBSアナウンサーの小笠原亘が出演。これは、当時槇原がTBSラジオの番組『kakiiin』を小笠原と担当していたため。
CDは豪華ブックレット仕様、DVDは特典映像が収録されており、上記の小笠原亘のMCが収録されている。
初回プレスのみ、CD・DVDどちらかと、オリジナルアルバム「Heart to Heart」を購入すると、W購入特典としてプレゼントが当たる応募券が封入されていた。

## CD収録曲
本編
1. Overture 2010
2. Wow
3. 花水木
4. NG（Sing Out Gleefully! Medley 1）
5. ANSWER（Sing Out Gleefully! Medley 1）
6. 北風（Sing Out Gleefully! Medley 1）
7. 遠く遠く
8. 君は僕の宝物
9. 君に会いに行く
10. 世界に一つだけの花
11. CLASS OF 89
12. Witch hazel
13. I ask.

### Disc.2
1. Firefly〜僕は生きていく
2. 太陽
3. もう恋なんてしない（Sing Out Gleefully! Medley 2）
4. GREEN DAYS（Sing Out Gleefully! Medley 2）
5. どんなときも。（Sing Out Gleefully! Medley 2）
6. Circle of Rainbow
7. ムゲンノカナタヘ〜To infinity and beyond〜
8. 僕の今いる夜は
9. 不安の中に手を突っ込んで
10. Turtle Walk
11. もう恋なんてしない（Sing Out Gleefully! Medley 2）
12. GREEN DAYS（Sing Out Gleefully! Medley 2）
13. どんなときも。（Sing Out Gleefully! Medley 2）

## DVD収録曲

### Disc.1
本編
1. Overture 2010
2. Wow
3. 花水木
4. NG（Sing Out Gleefully! Medley 1）
5. ANSWER（Sing Out Gleefully! Medley 1）
6. 北風（Sing Out Gleefully! Medley 1）
7. 遠く遠く
8. 君は僕の宝物
9. 君に会いに行く

スペシャル特典映像
1. スペシャル特典映像

### Disc.2
1. 世界に一つだけの花
2. CLASS OF 89
3. Witch hazel
4. I ask.
5. Firefly〜僕は生きていく
6. 太陽
7. もう恋なんてしない（Sing Out Gleefully! Medley 2）
8. GREEN DAYS（Sing Out Gleefully! Medley 2）
9. どんなときも。（Sing Out Gleefully! Medley 2）
10. Circle of Rainbow
11. ムゲンノカナタヘ〜To infinity and beyond〜
12. 僕の今いる夜は
13. 不安の中に手を突っ込んで　　～以下アンコール～
14. Turtle Walk
15. もう恋なんてしない（Sing Out Gleefully! Medley 2）
16. GREEN DAYS（Sing Out Gleefully! Medley 2）
17. どんなときも。（Sing Out Gleefully! Medley 2）